# Marat/Sade
La persecución y asesinato de Jean-Paul Marat representada por el grupo teatral de la casa de salud mental de Charenton bajo la dirección del Marqués de Sade, en alemán Die Verfolgung und Ermordung Jean Paul Marats dargestellt durch die Schauspielgruppe des Hospizes zu Charenton unter Anleitung des Herrn de Sade, acortada de modo casi invariable como Marat/Sade es una obra teatral de 1963 escrita por Peter Weiss originalmente en alemán. 
La obra incorpora elementos dramáticos procedentes de Artaud y Bertolt Brecht. Es una representación sangrienta de la lucha de clases y el sufrimiento humano que plantea la duda de si la verdadera revolución se produce cambiando la sociedad o cambiándose a uno mismo. La obra ha sido galardonada con numerosos premios entre ellos el Premio Tony en Estados Unidos y varios Premios Max en España.

## Trama
La obra tiene lugar en el histórico asilo de Charenton siguiendo los modos del metateatro, una obra dentro de una obra. La historia principal tiene lugar el 13 de julio de 1808. La obra dirigida por el Marqués de Sade dentro de la historia principal tiene lugar 15 años antes, durante la Revolución francesa, culminando en el asesinato de Jean-Paul Marat (el 13 de julio de 1793), y luego trae a la audiencia rápidamente a la fecha actual (1808). Los actores son los pacientes internados en el asilo psiquiátrico y sus enfermeras y cuidadores hacen apariciones en escena ocasionalmente para restaurar el orden. Coulmier, director del psiquiátrico, de modos burgueses, supervisa la obra acompañado de su mujer y su hija. Coulmier es partidario del gobierno postrevolucionario de Napoleón I, que estaba activo al momento de la producción, y cree que la obra irá acorde a sus ideas patrióticas cuando en realidad sus pacientes tienen otras y hacen un hábito de recitar líneas que Coulmier había intentado eliminar, o se desvían completamente en sus opiniones personales. Los internos, como personas que salieron de la revolución no mejor de lo que habían entrado, no se encuentran contentos del todo con el curso de los acontecimientos tal y como ocurrieron. 
El Marqués de Sade ciertamente dirigió en la vida real obras de teatro en Charenton con otros reclusos, animado por Coulmier. En la obra, el Marqués es uno de los personajes principales y mantiene numerosos diálogos de carácter filosófico con Jean-Paul Marat, observando los acontecimientos con sardónica diversión. Se mantiene distante y le importan poco la política práctica y las conversaciones de los reclusos sobre el derecho y la justicia; simplemente permanece como observador y defensor de sus propias creencias nihilistas e individualistas. 
Ciertas escenas protagonizadas por el Marqués muestran una crudeza que no se aleja de las prácticas que realizó en vida [cita requerida] y que le han valido dar nombre al sadismo. Frente a él Marat defiende sus postulados colectivistas y su preocupación por los desharrapados; denuncia a quienes traicionan la Revolución y apela al pueblo para que la defienda. Otros personajes históricos que toman parte en la obra son Carlota Corday, que apuñaló al caudillo revolucionario en su propia casa y el cura Jacques Roux, cuya postura era aún más radical que la del propio Marat.

## Estreno
Esta obra, en su versión original, se estrenó el 29 de abril de 1964 en el Schillertheater de Berlín, bajo la dirección de Konrad Swinarski y música de Hans Martin Majewski.

## Adaptaciones al cine
Una adaptación cinematográfica de 1967 contó con muchos de los actores teatrales originales y empleó la versión larga del título de la obra en sus créditos iniciales, aunque con frecuencia se abreviaba a Marat/Sade en sus materiales publicitarios. El guion fue escrito por Adrian Mitchell. Peter Brook fue el director de un elenco en el que se encontraban Ian Richardson, Patrick Magee, Glenda Jackson, Michael Williams, Freddie Jones y Clifford Rose.

## Adaptaciones en español
- Manuel Sacristán llevó a cabo la primera traducción publicada en 1965.

- Alfonso Sastre realizó una traducción y adaptación que se estrenó en Madrid bajo la dirección de Adolfo Marsillach el 2 de octubre de 1968 y poco después en Barcelona, con éxito clamoroso.[4] La obra está publicada por Ediciones Grijalbo, (Barcelona, 1969).

- Miguel Sáenz ha realizado otra traducción y adaptación publicada por el Centro Dramático Nacional de Madrid en 1994, con motivo de la puesta en escena dirigida por Miguel Narros en el Teatro María Guerrero de Madrid.

Otras puestas en escena destacadas en España han sido: en 1982 en versión catalana de Feliu Formosa y dirección de Pere Planella para el Centro Dramático de la Generalidad de Cataluña; en 1989 Félix Belencoso tradujo y dirigió la obra, que se estrenó en la Universidad Complutense de Madrid y posteriormente se representó en la Sala Galileo (Madrid), en la Sala Mirador (Madrid) y en diferentes centros culturales de la Comunidad de Madrid; en 2007, de nuevo en versión de Alfonso Sastre, producción de Animalario para el Centro Dramático Nacional y en 2015 en coproducción de Atalaya y el Festival Grec de Barcelona, dirigida por Ricardo Iniesta y estrenada en el Teatre Lliure de Barcelona, que finalizó su gira en Colombia en 2019. En la temporada 1987/1998, el actor y director venezolano Frank Spano dirigió una versión de la ibra con el Grupo de Teatro de la Escuela de Letras. En Caracas por el Ateneo de esa ciudad bajo la dirección del chileno Horacio Peterson, teniendo a Fernando Gómez como Sade y a Esteban Herrera como Marat En Bogotá a cargo del colombiano Teatro de La Candelaria, con dirección de Santiago García, y en Santiago de Chile por el Instituto de Teatro de la Universidad de Chile con la puesta en escena de William I. Oliver, que tuvo como ayudante de dirección a Víctor Jara y a cuyo estreno asistieron Salvador Allende y Pablo Neruda, entre otros. Recientemente cabe destacar la versión de Villanueva Cosse y Nicolás Costa para el Teatro San Martín de Buenos Aires en 2009.